# Fruit
Fruit er debutalbummet fra det danske rockband The Asteroids Galaxy Tour. Det blev udgivet den 21. september 2009. Musikmagasinet GAFFA gav albummet fire ud af seks stjerner mens AllMusic gav 3,5 ud af fem stjerner.

## Spor
1. "Lady Jesus" - 3:44
2. "The Sun Ain't Shining No More" - 3:37
3. "Push The Envelope" - 4:02
4. "Satellite" - 3:37
5. "Crazy" - 3:55
6. "The Golden Age" - 3:50
7. "Around The Bend" - 3:47
8. "Sunshine Coolin'" - 3:07
9. "Hero" - 4:11
10. "Bad Fever" - 4:30
11. "Inner City Blues" (bonustrack) - 5:53